# Delta esuriens
Delta esuriens är en stekelart som först beskrevs av Fabricius 1787.  Delta esuriens ingår i släktet Delta och familjen Eumenidae.

## Underarter
Arten delas in i följande underarter:
- D. e. gracile
- D. e. okinawae